# 26683 Jamesmccarthy
26683 Jamesmccarthy este o planetă minoră (asteroid) din centura de asteroizi. A fost descoperită pe 21 martie 2001 la Stația Anderson Mesa de Lowell Observatory Near-Earth-Object Search. 
Obiectul prezintă o orbită caracterizată de o semiaxă mare de 2,6229594 UAi, o excentricitate de 0,19, o înclinație de 13,46013 ° în raport cu ecliptica.